# 宁玛派
寧瑪派（藏語：རྙིང་མ་པ་，威利转写：rnying ma pa，THL：nying-ma pa，藏语拼音：Nyingma Ba），藏傳佛教流派之一。由於本派出家傳承的僧人或在家傳承的金剛上師，均戴紅色法帽，故俗稱為「紅帽派」或「紅教」。根據前弘期舊譯經典及伏藏所建立的教派稱為寧瑪派，又稱舊派（舊譯派）。
寧瑪藏語音譯，是古、舊的意思；在各派中歷史最久，教理從公元8世紀時傳下來，形成於公元11世紀。尊奉蓮花生大士為其始祖，創派人為釋迦迥乃。其傳承最高修法為「大圓滿法」。

## 傳承與教法
寧瑪派的教法全部包括在九乘三部裏，九乘包括
1. 顯三乘（一聲聞，二緣覺，三菩薩），顯、密都必須學習的共三乘；
2. 外密三乘（四事部、五行部、六瑜伽部）；
3. 內密三乘（七瑪哈瑜伽、八阿努瑜伽，九阿底瑜伽）。

在以上諸傳承教法中，寧瑪派最注重的教法是大圓滿，特指無上阿底瑜伽口訣部。
寧瑪派所傳承的教法主要是前弘期傳譯的密法，故也稱為「舊派」。其教法傳承，主要有以下兩類：

#### 遠傳佛語傳承
起源於普賢王如來、極喜金剛、貝瑪木札、蓮花生大士等等持明成就者，代代相傳而來的法脈系統。

#### 近傳伏藏傳承
依蓮花生大士所預言的時間、地點、化機等，因緣成熟時出現的伏藏師所取出的教法。爲了讓未來有緣的眾生得以聆聽及領受完整、深奧、近傳、無污染及無漏加持的密法，故予以伏藏。

## 修行僧俗
寧瑪派行者有二種，红僧与白僧。前者多数是出家眾，后者多数是在家眾的密咒士（雅巴）与瑜伽士。

## 道場寺院
自蓮花生大士入藏以後，便著手創建了第一座藏傳佛教的道場桑耶寺。這座位於西藏山南地區的扎囊縣的桑耶寺即為寧瑪派的代表性寺院。
由於宁玛派没有领导全派的中心寺院和政治勢力，桑耶寺在歷史上曾經被薩迦派統治。薩迦派統治時期，曾對該寺進行過修葺，並派遣僧人住寺。此後就形成了寧瑪、薩迦兩派共處一寺的局面。
自朗達瑪滅佛後至十七世紀前，寧瑪派的僧人多以在家人的示現，散居於山中修持，沒有較有規模的寺廟。十七世紀時建立了六大主寺，再由主寺分出較小的子寺。在歷史上，寧瑪派並沒有政教合一的領袖，而以各主寺的住持為意見領袖。
- 多吉扎寺，位于山南地區貢嘎縣的雅鲁藏布江江北岸。
- 敏珠林寺，位于山南地區的扎囊縣，建立於西元1676年。
- 佐钦寺，位于康區德格东北，又被称为竹慶寺、卓千寺，第一世佐欽法王貝瑪仁增（1625—1697）於西元1685在四川省甘孜藏族自治州德格縣創建。
- 雪謙寺，位于康區德格，又被称为協慶寺，建立於西元1695年。
- 噶陀寺，位于康區白玉縣，西元1656重建。
- 白玉寺，位于康區白玉縣，西元1665年白玉的開山祖師仁真更絨謝瑞創建了白玉寺，名為「白玉尊勝菩提園寺」。

至二十世紀時，流亡的藏人，又在印度重建了六大祖寺。
其他寧瑪派重要的寺廟還有持有龙钦宁提的多智钦寺。

## 著名祖師
寧瑪派乃由佛界傳至印度，再由印度祖師蓮花生大士在吐蕃國創立（即今西藏）最早期的教派，因此體系龐大、諸體系的傳承祖師眾多。由古至今較為著名者如下所列：

### 大圓滿傳承祖師
大圓滿是寧瑪派最高法要，前十三代傳承祖師如下：
- 阿達爾媽佛（第一代大圓滿祖師，藏語：ཀུན་ཏུ་བཟང་པོ་即普賢王如來，法身佛）。
- 金剛薩埵（第二代大圓滿祖師，藏語：རྡོ་རྗེ་སེམས་དཔའ་報身佛）。
- 噶拉多傑（第三代大圓滿祖師， 藏語：དགའ་རབ་རྡོ་རྗེ་即極喜金剛，將大圓滿法由佛界帶至人間的第一代祖師）。
- 蔣巴協涅（第四代大圓滿祖師， 藏語：འཇམ་དཔལ་བཤེས་གཉེན་即文殊友、妙吉祥友）。
- 師利星哈（第五代大圓滿祖師，藏語：ཤྲཱི་སིང་ཧ་即吉祥獅子。漢人，漢名宋惠壽，生於中國唐朝。）[2]。
- 嘉納蘇札（第六代大圓滿祖師，藏語：ཛྙ་ན་སཱུ་ཏ྄་即智經藏語：ཡེ་ཤེས་མདོ་）。
- 貝瑪木札（第七代大圓滿祖師，藏語：བི་མ་ལ་མི་ཏྲ་即無垢友）。
- 蓮花生大士（第八代大圓滿祖師，藏語：པདྨ་འབྱུང་གནས་藏傳佛教開山祖師）。
- 赤松德贊（第九代大圓滿祖師，藏語：ཁྲི་སྲོང་ལྡེ་བཱུཙན་吐蕃贊普西藏國王）。
- 白若雜納（第十代大圓滿祖師，藏語：བཻ་རོ་ཙ་ན་舊譯毗盧遮那，或譯貝若札那）。
- 伊喜措嘉（第十一代大圓滿祖師，藏語：ཡེ་ཤེས་མཚོ་རྒྱལ་即本智海王）。
- 龍欽巴（第十二代大圓滿祖師，藏語：ཀློང་ཆེན་པ་即無垢光）。
- 吉美林巴（第十三代大圓滿祖師，藏語：འཇིགས་མེད་གླིང་པ་即持明無畏洲）。

### 龍欽巴尊者之前的藏地祖師
- 赤松德贊。
- 白若雜納，舊譯毗盧遮那。
- 移喜措嘉。
- 噶瓦白泽。
- 觉若鲁伊坚参。
- 相益西德。
- 三素爾：素尔波且、素尔琼喜饶札巴、素尔释迦桑格。
- 榮松班智達（Rongzom Mahapandita，1012—1088）。
- 龍欽巴（Longchen Rabjampa，1308—1364）。

### 龍欽巴尊者至米龐仁波切的藏地祖師
此時代的寧瑪派大師多與剛萌芽的利美運動有關：
- 吉美林巴（無畏州尊者，或稱為悲智光尊者，Rigdzin Jigme Lingpa，1729—1798）。
- 第一世多智钦（The First Dodrupchen Rinpoche Jikmé Trinlé Özer，1745—1821）。
- 吉美賈威紐固（如來芽，Jikmé Gyalwé Nyugu，1765—1843）。
- 多欽哲‧耶喜多傑（Do Khyentse Yeshe Dorje，1800—1866）。
- 巴楚仁波切（Patrul Rinpoche，1808—1887）。
- 蔣揚欽哲旺波（蔣揚欽哲旺波，1820—1892）。
- 秋吉林巴（Chogyur Lingpa，1829—1870）。
- 敦珠林巴（Dudjom Lingpa，1835—1904）。
- 米龐仁波切（Jamgön Ju Mipham，1846—1912）。

### 米龐仁波切至頂果欽哲仁波切的藏地祖師
此時代的寧瑪派大師繼承了的利美運動傳統，因為中共解放西藏的緣故，多人逃離西藏，也將寧瑪派等西藏教法帶入歐美：
- 堪布阿旺巴桑（1879—1941）。
- 蔣揚欽哲確吉羅卓仁波切（Jamyang Khyentse Chökyi Lodrö，1893—1959）。
- 敦珠仁波切（Dudjom Jikdral Yeshe Dorje，1904—1987）。
- 頂果欽哲（1910—1991）。
- 夏札桑吉多傑仁波切（Chatral Sangye Dorje Rinpoche，1913—2015）。

### 諾那呼圖克圖傳至漢地的法脈[3]
此脈傳承，屬於近傳伏藏傳承。由印度、西藏傳至西康、長沙、武漢、南京、廣東、香港、台灣之法脈，現稱為世界圓覺宗藏密寧瑪巴。
教傳歷代傳承祖師如下：
- 阿達爾媽佛（第一代祖師，即普賢王如來）。
- 毗盧遮那佛（第二代祖師，即大日如來）。
- 五方五金剛（第三代祖師，即五方佛）。
- 釋迦摩尼佛（第四代祖師）。
- 金剛手菩薩（第五代祖師）。
- 格乃佈道爾極金剛（第六代祖師，即噶拉多傑，印度人；大圓滿第三代祖師，人間第一代祖師）。
- 謝爾遜哈金剛（第七代祖師，即師利星哈，漢人，漢名宋惠壽，生於中國唐朝。大圓滿第五代祖師）[2]
- 蓮花生大士（第八代祖師，西藏第一代開山祖師，大圓滿第八代祖師）。
- 那恩克林寶金剛（第九代祖師，又名南喀寧波）。
- 赤松唵德布最金剛（第十代祖師，即西藏國王赤松德贊，大圓滿第九代祖師）。
- 一心抄嘉金剛（第十一代祖師，即蓮師之佛母伊喜措嘉，大圓滿第十一代祖師）。

（中略）
- 貢桑西拿金剛（第二十七代祖師，即昆桑謝拉尊者，白玉傳承之創始者）。
- 貝嘛勒旱嘉姆抄金剛（第二十八代祖師，即貝瑪倫珠佳措）。
- 貝嘛諾寶金剛（第二十九代祖師，即第一世卓望貝瑪諾布，貝諾法王第一世）。
- 門九爾那姆克多爾極金剛（第三十代祖師，即米炯南喀多傑、明珠南卡多傑）。
- 貝雅達賴金剛（第三十一代祖師，本名覺．瑞津）。[5]
- 成立嘉姆抄金剛（第三十二代祖師，即噶拉喇嘛，將法脈傳至中土漢地之諾那呼圖克圖，1865—1936）。[6][7]
- 卑媽別炸金剛（第三十三代祖師，即蓮華金剛藏聖者，漢人，漢名吳潤江，廣東出生，香港傳法，1906—1979）。[8]
- 智敏金剛、慧華金剛（第三十四代祖師，漢人，漢名錢學敏、朱靜華，江浙出生，台灣傳法，智敏金剛1928—2004，慧華金剛1930~2004）。[4]

### 當代人物
此時代的人物因為中國宗教政策的緣故，除喇榮五明佛學院外，多在中國以外的地方傳法：
- 白瑪曲英喬達爾仁波切（1920—1997）。
- 祖古烏金仁波切（Tulku Urgyen Rinpoche，1920—1996）。
- 第八世邬金多杰仁波切（8th Tulku Orgyen Dorje Rinpoche 1896—1994）
- 楚西仁波切（Trulshik Rinpoche，1924—2011）。
- 達龍哲珠仁波切（Taklung Tsetrul Rinpoche，Shedrup Trinlé Nyinjé Zangpo，1926—2015）。
- 第四世多智钦仁波切（Fourth Dodrupchen Rinpoche，Tubten Trinlé Pal Zangpo，1927—2022）。
- 第五世多智钦·龙洋仁波切
- 法王如意宝晋美彭措（1933—2004）。
- 白玉貝諾仁波切（卓望貝瑪諾布圖登諾布卻吉劄揚，Penor Rinpoche，1932—2009）。
- 白玉拉祝仁波切（拉祝貝瑪噶旺滇津），Lhathl Ripoche，1968—）。
- 白玉秋竹仁波切
- 敏林赤千仁波切（Minling Trichen Rinpoche）。
- 敏卓林堪千仁波切（Mindrolling Kenchen Rinpoche）。
- 敏卓林闊千仁波切（Mindrolling khochen Rinpoche）。
- 白玉蔣波羅曾仁波切（Jampal Lodoe Rinpoche）。
- 耶謝桑波仁波切（Yeshe Sangpo Rinpoche）
- 索甲仁波切（Sogyal Rinpoche，《西藏生死書》作者，1947—2019）。
- 宗薩蔣揚欽哲仁波切 (Dzongsar Khyentse Rinpoche, 1961年6月18日—)
- 索达吉堪布（1962—）。
- 慈诚罗珠堪布
- 希阿荣博堪布
- 卓千仁波切（Dzogchen Rinpoche，1964—）。
- 竹慶本樂仁波切（Dzogchen Ponlop Rinpoche，1965—）。
- 雪謙冉江仁波切（Shechen Rabjam Rinpoche，1966—）。
- 蘇南嘉措仁波切（Sonam Gyatso Rinpoche，1966－）。
- 嘎玛仁波切（祖古颜班･希热将参，《大圆满前行 释论》作者，Karma Rinpoche，1968—）。
- 佐欽宮渤仁波切（Dzogchen Gongbo Rinpoche，1968—）。

## 來源說明
1. ↑  , 2025-07-22  [2025-08-15] （中文（臺灣））
2. 1 2  .   [2019-08-31]. （原始内容存档于2019-08-31）.
3. ↑  .   [2011-05-07]. （原始内容存档于2018-02-25）.
4. 1 2  .   [2016-03-09]. （原始内容存档于2016-03-09）.
5. ↑  吉仲•逞列強巴迥乃 著，李學愚 譯：即身成佛的法王：現證無學金剛貝雅達賴法王全傳，大千出版社，2010，ISBN：978-9-5744-7200-0
6. ↑  .   [2016-03-09]. （原始内容存档于2018-10-02）.
7. ↑  陳聲漢、石夾輔著：先驅-憶普佑法師諾那呼圖克圖，中央民族大學出版社,2016，ISBN：978-7-5660-1262-3
8. ↑  吳潤江

## 相关内容
- 佛教
- 佛教宗派
- 佛教历史
- 藏传佛教
- 利美運動
- 寧瑪十萬續

## 延伸閱讀暨外部連結
- 敦珠法王等著, 许锡恩译：《九乘次第论集》（页面存档备份，存于）含 九乘见修行果差别（敦珠宁波车）、《九乘差别广说》（义成宁波车）、九乘差别略义（郭元兴）、《宁玛派的教法》（刘立千）
- 任继愈：《中国佛教史》（页面存档备份，存于）
- 本覺會百科—寧瑪派祖師（页面存档备份，存于）
- 贝雅达赖法王全传（页面存档备份，存于）
- 纪念宁玛派圆觉宗阿奢黎慧华金刚上师（页面存档备份，存于）